# Paul Elvstrøm
Paul Elvstrøm, né le 25 février 1928 à Hellerup au Danemark et mort le 7 décembre 2016 dans la même ville, est un régatier danois. Avec Ben Ainslie, il est le seul sportif à avoir remporté quatre titres olympiques en voile.

## Biographie

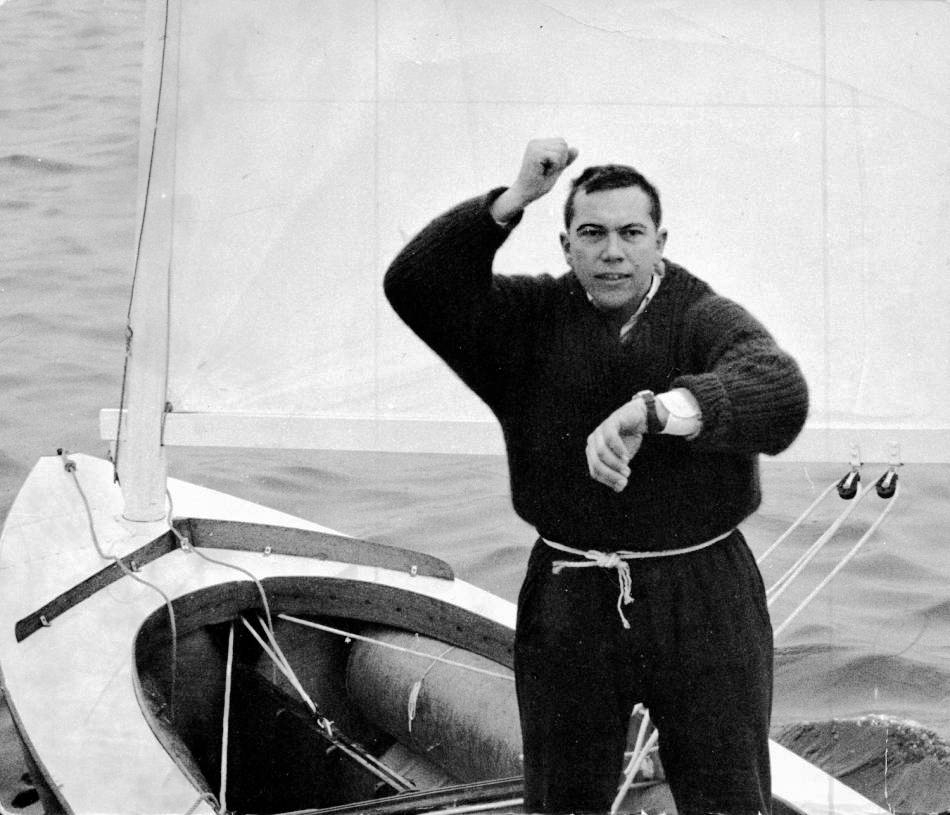
Paul Elvstrøm aux Jeux olympiques de 1960.

Sa carrière commence par une médaille d'or en solitaire aux Jeux olympiques de 1948, épreuve qu'il remportera quatre fois de suite. Il a également été sacré champion du monde à treize reprises, sur 505, Finn, Snipe, Flying Dutchman, Soling et Star entre 1957 et 1974.
Pendant cette période, il domine complètement les régates mondiales, faisant considérablement évoluer la voile sportive au travers d'une préparation rigoureuse sur le plan technique et physique.
À soixante ans, il représente avec sa fille le Danemark aux Jeux olympiques de 1988.
Par ailleurs, Elvström a partagé sa connaissance de la voile sportive au travers de ses livres, articles, et discours. Il a également fondé une voilerie qui porte son nom.
Le 5 novembre 2007 il entre au Hall of Fame de l'ISAF à Estoril avec Dame Ellen MacArthur, Barbara Kendall, Sir Robin Knox-Johnston, Olin Stephens et Eric Tabarly.